# Franz von Hohenberg
Franz Ferdinand Frederik Ernst Jozef Karel Leopold Mauritius Hubertus Maria (Artstetten-Pöbring, 13 september 1927 – Ried in der Riedmark, 16 augustus 1977) was (titulair) hertog en daarmee hoofd van het Huis van Hohenberg van 1962 tot zijn dood. Hij was een zoon van Maximiliaan van Hohenberg en gravin Elisabeth van Waldburg-Wolfegg en Waldsee.
Hohenberg was lid van de familie Von Hohenberg en werd geboren als Zijne Doorluchtige Hoogheid Franz Ferdinand Fürst von Hohenberg, als kleinzoon van de Oostenrijkse troonopvolger Frans Ferdinand van Oostenrijk-Este en diens vrouw Sophie Chotek. Aangezien dit laatste huwelijk een morganatisch huwelijk was konden zijn vader noch hij aanspraak maken op de Oostenrijkse troon. Keizer Frans Jozef kende Sophie in 1909 de titel prinses van Hohenberg  toe, voor haar en haar nakomelingen. In 1917 werd zijn vader verheven tot Herzog von Hohenberg, een titel die in mannelijke lijn overgaat bij eerstgeboorte. Nadat de monarchie was afgeschaft ging hij in Oostenrijk na 1919 als Frans Hohenberg door het leven.
Op 9 mei 1956 huwde hij te Luxemburg met prinses Elisabeth van Luxemburg, de oudste dochter van groothertogin Charlotte van Luxemburg en prins Felix van Bourbon-Parma. Uit dit huwelijk werden twee dochters geboren:
- Anna (Anita) (1958); trouwde in 1978 met Romée de la Poëze Graf von Harambure (1949); en in 2005 met Andreas Graf von Bardeau (1957)
- Sophie (1960); trouwde in 1983 met de Belgische jhr. Jean-Louis de Potesta (1951); zij begon in 2007 een proces tegen de Tsjechische staat teneinde het kasteel van Konopste, dat in 1919 werd geconfisqueerd van haar grootvader Max, terug te krijgen. In 2012 was het dossier in behandeling bij het Europees Hof voor de Rechten van de Mens in Straatsburg.

Daar zijn buitenechtelijke zoon Johan Christian niet door de staat erkend werd ging de hertogstitel over op zijn jongere broer Georg.